# Thế hệ mất mát
Thế hệ mất mát, hay còn gọi là thế hệ lạc lõng, thế hệ bỏ đi (tiếng Anh: Lost Generation), theo Nhân khẩu học dùng để chỉ thế hệ những người khoảng tuổi trưởng thành trong suốt thời gian xảy ra Thế chiến thứ I. Thuật ngữ này đã được phổ biến rộng rãi nhờ Ernest Hemingway, ông đã dùng nó làm một trong hai từ tương phản giới thiệu cho tiểu thuyết Mặt trời vẫn mọc của mình. Trong tác phẩm này, Hemingway đã cho rằng thuật ngữ này là của Gertrude Stein, người sau này đã dìu dắt và bảo trợ cho ông. 
Trong tiểu thuyết Hội hè miên man (A Moveable Feast) được xuất bản sau khi cả Hemingway và Stein đã qua đời và sau những hận thù văn chương (literary feud) kéo dài trong phần lớn cuộc đời họ, Hemingway đã hé lộ rằng thực ra thuật ngữ này có nguồn gốc từ một người chủ ga ra - người đã bảo dưỡng cho chiếc ô tô của Stein. Khi một anh thợ máy trẻ tuổi nằm xuống sửa chữa chiếc xe để chiều ý Stein, ông chủ ga ra đã quát anh thợ: "You are all a 'génération perdue'" (tạm dịch: "Cậu đúng là thế hệ đã mất"). Stein lúc đó đang nói chuyện với Hemingway, đã nói xen vào: "That is what you are. That's what you all are... all of you young people who served in the war. You are a lost generation." (tạm dịch: "Ông cũng thế. Cả bọn các ông đều thế.. tất cả bọn trẻ, những kẻ đã tham gia chiến tranh. Tất cả các ông đều là thế hệ bỏ đi"). Thế hệ này bao gồm nhiều nghệ sĩ nổi bật ví dụ như F. Scott Fitzgerald, T. S. Eliot, John Dos Passos, Waldo Peirce, Alan Seeger, và Erich Maria Remarque.
Các thế hệ tiếp theo nối tiếp bao gồm thế hệ vĩ đại nhất (Greatest Generation), thế hệ im lặng (Silent Generation), thế hệ bùng nổ trẻ sơ sinh (Baby boomers), các thế hệ X, Millennials, Z, Alpha...